# Boris Melnikov
Boris Melnikov (n. 16 mai 1938, Leningrad, RSFS Rusă, URSS – d. 5 februarie 2022, Sankt Petersburg, Rusia) a fost un scrimer ce a reprezentat Uniunea Republicilor Sovietice Socialiste, medaliat olimpic. A participat la o ediție a Jocurilor Olimpice (1964) în care a câștigat o medalie de aur.

## Participări
Lista de mai jos prezintă principalele competiții la care a participat Boris Melnikov de-a lungul carierei.
- fencing at the 1964 Summer Olympics – men's team sabre[*]